# 敦霹靂

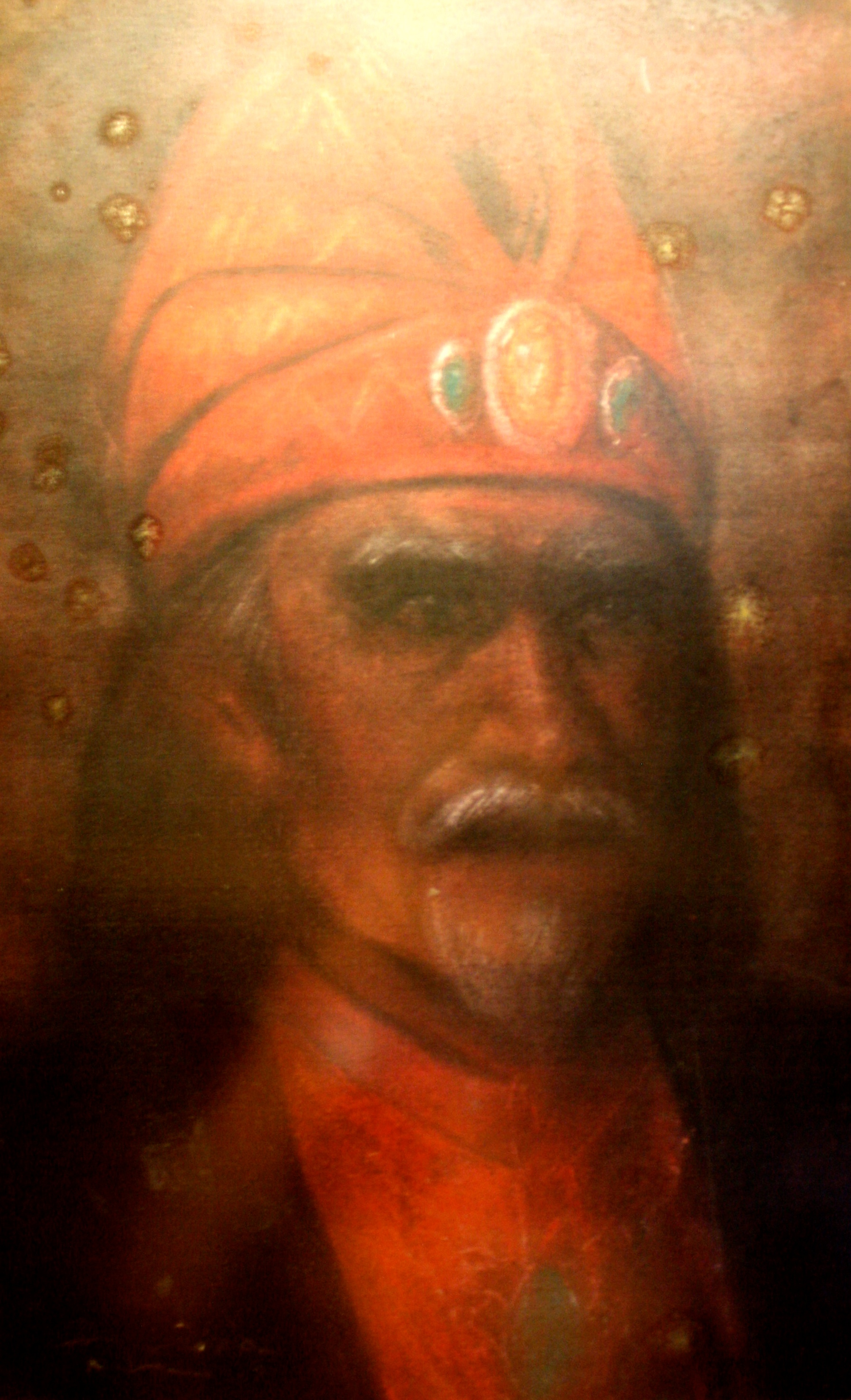
敦霹靂

盤陀訶羅·巴杜卡·拉惹·敦霹靂（Bendahara Paduka Raja Tun Perak，?—1498年），是馬六甲蘇丹國第五位、也是最有名的盤陀訶羅，即宰相。 從1456年到1498年，他擔任四位蘇丹（蘇丹慕扎法沙、蘇丹满速沙、蘇丹阿拉乌丁·利亚沙和蘇丹馬末沙）的宰相。敦霹靂和滿者伯夷的名相加查·馬達（綽號「大象將軍」）和巴賽(Pasai)的Kenayan國王並稱為15世紀馬來世界中最偉大的三位政治家。
敦霹靂是馬六甲的第一任宰相Sri Wak Raja Tun Perpatih Besar的兒子，蘇丹慕扎法沙的皇后敦古度(Tun Kudu)與Tun Perpatih patih的兄弟。早年，敦霹靂是馬六甲一名軍人政治家。1445年，他被任命為馬六甲駐巴生的土司。1445年，他帶領帶領馬六甲軍隊和他的人民從巴生到馬六甲，並運用以逸待勞的戰略，擊敗暹羅侵略者。敵軍不支而退。因此，他在1456年當宰相。
敦霹靂有系統地於彭亨、登嘉樓、柔佛、廖內、林加、巨港，卡里蒙(Karimon)，羅干(Rokan)、錫國(Siak)、占碑、恩德拉吉利(Inderagiri)和阿魯(Aru)殖民。這些政權的統治者由於馬六甲的影響，皈依伊斯蘭教，馬六甲也已經成為一個龐大的帝國，在政治、社會和經濟開發得到的快速發展，吸引了眾多來自中國、印度、中東和周邊國家的外國商人。敦霹靂對馬六甲蘇丹國非常忠誠。當他的兒子敦勿剎(Tun Besar)因誤會被蘇丹馬末沙的兒子拉惹莫哈末在一場藤球比賽中殺死，他沒有向蘇丹馬末沙尋求報復。相反，还保举拉惹莫哈末为彭亨州苏丹。
他在1498年去世，由他的弟弟Tun Perpatih Patih繼任宰相。他的死被廣泛地認為是馬六甲王國的衰落的開始。

## 兒子
1.敦再納阿比丁(Tun Zainal Abidin)
2.Tun Pikrama
3.Tun Telani
4.敦勿剎

## 同儕
1.Hang Ujal (頭銜: Tun Bija Setia)
2.Sang Naweng
3.Hang Busu (頭銜: Tun Bija Pikrama)
4.Hang Tulus (頭銜: Tun Rakna)

## 資料來源
- 效忠君主神機妙算‧敦霹靂諸葛亮相同點多　星洲日報　2010-09-26
- 马六甲历朝的英明领袖 （页面存档备份，存于）
- 星洲情系三马穆，三个马穆一宿命 （页面存档备份，存于）
- 馬六甲蘇丹的得力助手的資料和貢獻 （页面存档备份，存于）